# Bâtiment du ministère des Transports à Belgrade
Le bâtiment du ministère des Transports (en serbe cyrillique : Зграда Министарства саобраћаја ; en serbe latin : Zgrada Ministarstva saobraćaja) est situé à Belgrade, la capitale de la Serbie, dans la municipalité urbaine de Savski venac. Construit entre 1927 et 1931, il est inscrit sur la liste des biens culturels de la ville de Belgrade.

## Présentation
Le bâtiment du ministère des Transports, situé 6 rue Nemanjina, a été construit entre 1927 et 1931 selon des plans de l'architecte Svetozar Jovanović ; il forme un ensemble rectangulaire et se caractérise par un style éclectique, où dominent les éléments néoclassiques, avec des masses équilibrées produisant un effet monumental. Les façades sont rythmées par de hautes colonnes et des pilastres et dotées d'une riche décoration plastique. L'un des éléments saillants de l'extérieur du bâtiment est une tour-clocher qui domine le tympan central de la façade principale, L'extérieur est également ornés d'ensembles sculptés par Toma Rosandić, Dragomir Arambašić, Živojin Lukić, Lojze Dolinar et Risto Stijović.
Aujourd'hui, le bâtiment du ministère des Transports abrite aussi le siège des Chemins de fer de Serbie et le Musée ferroviaire de Belgrade, fondé en 1950.
Le bâtiment du ministère des Transports possède une grande valeur architecturale, culturelle et historique ; il représente l'une des réalisations architecturales de style académique les plus abouties de l'entre-deux-guerres à Belgrade, mais aussi, par sa nature monumentale, il témoigne des aspirations de toute une nouvelle société.